# Polen kommer först
Polen kommer först (polska: Polska jest Najważniejsza, PjN) var ett polskt politiskt parti som bildades den 16 november 2010. Partiet bildades när en grupp polska politiker bröt sig ut ur det socialkonservativa partiet Lag och rättvisa (PiS). Michał Kamiński, som tillhörde de som lämnade PiS till förmån för PjN, anklagade PiS för att vara övertaget av högerextremister. Totalt ingick sjutton ledamöter i sejmen och fyra i Europaparlamentet. I Europaparlamentet satt ledamöterna kvar i samma grupp som PiS, det vill säga i Gruppen Europeiska konservativa och reformister (ECR) som leds av partimedlemmen Michał Kamiński. Partiet ingick i Alliansen europeiska konservativa och reformister (AECR). I december 2013 gick partiet upp i Polen tillsammans.